# Kriegler József
Kriegler József (Pest, 1825. november 27. - Tardoskedd, 1876. július 16.) római katolikus plébános.

## Élete
Pesten végezte a gimnáziumot végezte, majd Pozsonyba ment az Emericanumba. 1841–1842-ben a bölcseletet Nagyszombatban, 1843–1844-től a teologiát a Bécsi Egyetemen hallgatta. 1848. november 12-én szentelték fel. Segédlelkész volt Nagymaroson, Budán, 1850-től Pesten. 1852-ben hittanár lett a budai főgimnáziumban, 1854-ben a budai katolikus elemi iskolák igazgatója. 1867. január 2-tól a Visegrád melletti Szent-Endréről nevezett apát. 1870. június 1-től plébános, majd kerületi alesperes volt Tardoskedden.
Leginkább németül írt. Pesten szerkesztette a Der Katholische Christet 1852. február 5-től 1854. március 20-ig.

## Művei
- 1856 Anrede des Directors ... an die Kinder und Aeltern gehalten bei der feierlichen ersten Kommunion der Schüber. "A budai elemi iskolák Jahresberichtje" (beszéd)